# Eek Lake
Der Eek Lake ist ein See im Yukon-Kuskokwim-Delta im Südwesten Alaskas.
Der See befindet sich im Yukon Delta National Wildlife Refuge 30 km südlich der Kleinstadt Bethel sowie 36 km nördlich der Ortschaft Eek. Der 43,3 km² große und auf einer Höhe von 3 m gelegene See bildet annähernd ein Quadrat. Er misst in Ost-West-Richtung 7,3 km sowie in Nord-Süd-Richtung 7,0 km. Der Eek Lake ist Teil eines Seengebietes, das sich östlich des Unterlaufs des Kuskokwim River erstreckt. Der Eek Lake wird an seinem Südufer vom Eenayarak River zum Kuskokwim River hin entwässert.
Der Name wurde vom U.S. Geological Survey (USGS) 1949 festgelegt. Es gibt noch zwei weitere gleichnamige Seen in Alaska, die jedoch wesentlich kleiner sind.